# Fildes Point
Der Fildes Point (in Argentinien Punta Balcarce) ist eine Landspitze im Südosten von Deception Island im Archipel der Südlichen Shetlandinseln. Sie bildet die Nordseite der Meerenge Neptunes Bellows, welche ihrerseits die Einfahrt zum Port Foster darstellt, und markiert gleichzeitig die südöstliche Begrenzung der Einfahrt zur Whalers Bay. Ihr unmittelbar östlich vorgelagert ist der Brandungspfeiler Petes Pillar.
Der britische Robbenjäger Robert Fildes (1793–1827) kartierte die Landspitze bei seiner Erkundung von Deception Island zwischen 1820 und 1821 und benannte sie nach sich selbst. Namensgeber der argentinischen Benennung ist Juan Ramón Balcarce (1774–1836), ein General im argentinischen Unabhängigkeitskrieg.